# فرودگاه تولچه
فرودگاه تولچه  (به انگلیسی: Tulcea Airport) (به زبان بومی: Aeroportul Tulcea) یک فرودگاه همگانی با کد یاتا TCE است که یک باند فرود بتن دارد و طول باند آن ۲۰۰۰ متر است. این فرودگاه در شهر تولچه کشور رومانی قرار دارد و در ارتفاع ۶۱ متری از سطح دریا واقع شده است.